# Сублимација (психијатрија)
Сублимација је несвесни одбрамбени механизам мењања социјално неприхватљивих инстинктивних и примарних нагона у друштвено прихватљиве активности, односно, по Фројду, редирекција сексуалне жеље (либида) ка „вишим циљевима“ (нпр. усмеравање сексуалних фрустрација или агресивног импулса ка спортским или интелектуалним активностима). Енергија ослобођена појавом сексуалног или агресивног импулса на тај начин се усмерава ка стварању уметничких дела, ка спортским постигнућима или ка било којем социјално прихватљивом циљу.
По Фројду, сублимација има заштитну функцију, односно, омогућава субјекту да се, реагујући на сексуалну фрустрацију бирањем новог, социјално прихватљивог циља, заштити од болести. Процесом сублимације никад није обухваћен комплетан либидонозно-агресивни импулс, већ само један његов део.
Примери сублимације:
У једној епизоди ТВ-серијала „Симпсонови“ Лиса Симпсон, у нихилистичком и депресивном расположењу, проналази утеху у свирању и певању блуза.
У књизи „Психологијска наука: ум, мозак и понашање“ Мајкла Газаниге и Тода Хедертона дат је драстичнији пример сублимације: садиста постаје хирург или зубар.